# Mam Mbye Secka
Mam Mbye Secka (* 1949 oder 1950; † 8. Dezember 2006 in Eboe Town, Kanifing Municipal) war ein Politiker im westafrikanischen Staat Gambia.

## Leben
| Parlamentswahl | Stimmen | Stimmanteil |
| -------------- | ------- | ----------- |
| 2002           | n/a     | gewählt     |

Mam Mbye Secka schloss sich schon 1995 der Alliance for Patriotic Reorientation and Construction (APRC) an. In der Legislaturperiode 2002 bis 2007 war er Abgeordneter des Wahlkreises Jeshwang der APRC in die National Assembly. Mbye Secka gewann den Wahlkreis, weil es keinen Gegenkandidaten gab. In der Nationalversammlung war er im Komitee für Umwelt.
Mbye Secka starb 56-jährig am 8. Dezember 2006 und wurde auf dem New Jeshwang Burial Grounds bestattet.